# 戎鐵華
戎鐵華（1946年—），祖籍廣東惠來靖海镇，中共黨員丶中山大学教授，中国国务院评定博士生导师，获国务院特殊津贴。为中华医学会肿瘤学分会副主任委员、中国医师协会胸外科医师分会副会长、中国抗癌协会食管癌专业委员会常务副主任委员、后任主任委员
。
1991－1992年在德国柏林HecKen Shown肺科医院做访问学者、参与编写《自然科学年鉴》、《食管外科学》、《肿瘤外科学》等学术专著的编写。